# Бараново (деревня, Москва)
Бара́ново — деревня в Троицком административном округе города Москвы в поселении Первомайское. До 1 июля 2012 года деревня входила в состав Наро-Фоминского района Московской области.

## География
Деревня расположена к югу от посёлка Первомайское. В деревне 4 улицы — Кедровая, Новая, Речная и Центральная, приписано 2 садоводческих товарищества. Ближайшие населённые пункты — деревни Ивановское и Милюково.

## Население
| 1859 | 1890 | 1899 | 1926 | 2002 | 2006 | 2010 |
| ---- | ---- | ---- | ---- | ---- | ---- | ---- |
| 85   | ↗149 | ↘141 | ↗208 | ↘62  | ↘41  | ↗42  |

Согласно Всероссийской переписи, в 2002 году в деревне проживало 62 человека (29 мужчин и 33 женщины); преобладающая национальность — русские (97 %). По данным на 2005 год, в деревне проживал 41 человек.

## История
В «Списке населённых мест» 1862 года — владельческая деревня 1-го стана Подольского уезда Московской губернии, по правую сторону старокалужского тракта, в 31 версте от уездного города и 28 верстах от становой квартиры, при пруде и колодце, с 12 дворами и 85 жителями (44 мужчины, 41 женщина).
По данным на 1899 год — деревня Десенской волости Подольского уезда с 141 жителем.
В 1913 году — 33 двора.
По материалам Всесоюзной переписи населения 1926 года — деревня Милюковского сельсовета Десенской волости Подольского уезда, проживало 208 жителей (101 мужчина, 107 женщин), насчитывалось 39 крестьянских хозяйств.
1929—1946 гг. — населённый пункт в составе Красно-Пахорского района Московской области.
1946—1957 гг. — в составе Калининского района Московской области.
1957—1960 гг. — в составе Ленинского района Московской области.
1960—1963, 1965—2012 гг. — в составе Наро-Фоминского района Московской области.
1963—1965 гг. — в составе Звенигородского укрупнённого сельского района Московской области.